# Šmartno ob Paki
Šmartno ob Paki je središnje naselje istoimene slovenske Općine. Nalazi se u pokrajini Štajerskoj i statističkoj regiji Savinjskoj. Poznato je vinogradarsko naselje koje leži u dolini rijeke Pake, blizu njezina ušća u Savinju. Pronađene su građevine koje potječu iz rimskog doba, dok prvi pisani spomen mjesta, odnosno crkve sv. Martina, datira iz 1256. godine.

## Stanovništvo
Prema popisu stanovništva iz 2002. godine naselje je imalo 594 stanovnika.